# Hermann Eppenhoff
Hermann Eppenhoff (Wanne-Eickel, 19 maggio 1919 – Gelsenkirchen, 10 aprile 1992) è stato un allenatore di calcio e calciatore tedesco, di ruolo attaccante.

## Palmarès

### Giocatore

#### Competizioni regionali
- Gauliga Westfalen: 7

Schalke 04: 1938, 1939, 1940, 1941, 1942, 1943, 1944
- Westfalia Cup: 2

Schalke 04: 1943, 1944
- Oberliga Ovest: 1

Schalke 04: 1951
- Coppa della Germania occidentale: 1

Schalke 04: 1955

#### Competizioni nazionali
- Campionato tedesco: 3

Schalke 04: 1938-1939, 1939-1940, 1941-1942

### Allenatore

#### Competizioni regionali
- Fußball-Regionalliga: 1

Bochum: 1969-1970 (Regionalliga Ovest)

#### Competizioni nazionali
- Campionato tedesco: 1

Borussia Dortmund: 1962-1963
- Coppa di Germania: 1

Borussia Dortmund: 1964-1965